# Чита (Татарстан)
Чита  (тат. Чыты) — село в Пестречинском районе Республики Татарстан в 16 км восточнее Пестрецов. Административный центр Читинского сельского поселения. В 3 км восточнее деревни, в урочище Русская Серда, находится Преображенская церковь.

## География
Село расположено в окружении лесов, севернее села протекает река Мёша.

## История
Основано в первой половине XVII века. Существует мнение, что в селе Чита родился знаменитый поэт XVII века Мавля Колый.
По сведениям переписи 1897 года, в деревне Читы Лаишевского уезда Казанской губернии жили 1198 человек (577 мужчин и 621 женщина), из них 1187 мусульман.

## Демография
- 1989 год — 555
- 1997 год — 570
- 2000 год — 499
- 2010 год — 484

Национальный состав — в основном татары.